# 中国存托凭证
中国存託憑證（英語：China Depositary Receipt，縮寫CDR）是外商公司在中國的A股市場发行、交易股票的一种方式。此类凭证由存托人签发，代表中国境外证券权益，在中国的证券交易所挂牌，以人民币结算交易。

## 发展历程
2016年，中国、英国金融监管高层商讨上海证券交易所与伦敦证券交易所互联互通存托凭证（“沪伦通”）的实质事项，提出允许两家交易所上市的企业至对方交易所发行存托凭证。2019年6月17日，沪伦通正式启动，华泰证券在伦敦发行英国存托凭证（GDR），成为上海、香港、伦敦三地同时上市第一股。
2018年3月，中华人民共和国国务院批准并转发了中国证券监督管理委员会《关于开展创新企业境内发行股票或存托凭证试点的若干意见》，拟开展创新企业发行股票或中国存托凭证试点。2018年6月，中国证监会发布了《存托凭证发行与交易管理办法（试行》《试点创新企业境内发行股票或存托凭证并上市监管工作实施办法》《公开发行证券的公司信息披露编报规则第23号——试点红筹企业公开发行存托凭证招股说明书内容与格式指引》，启动红筹企业公开发行存托凭证试点。
2020年9月22日，九号有限公司在上海证券交易所科创板发行中国存托凭证的申请获得中国证监会批准，这是红筹公司发行中国存托凭证的首例。

## 外部連結
- 公开发行证券的公司信息披露编报规则第23号——试点红筹企业公开发行存托凭证招股说明书内容与格式指引（中国证券监督管理委员会公告〔2018〕14号） （页面存档备份，存于）